# Odalis Revé
Odalis Revé Jiménez (Holguín, 15 gennaio 1970) è un'ex judoka cubana, vincitrice della medaglia d'oro nella categoria fino a 66 kg alle Olimpiadi di Barcellona 1992.

## Palmarès
- Giochi Olimpici

Barcellona 1992: oro nella categoria fino a 66 kg.
- Giochi panamericani

1991 - L'Avana: oro nella categoria fino a 66 kg.
1995 - Mar del Plata: oro nella categoria fino a 66 kg.